# Marta Temido
Marta Temido (Coímbra el 2 de marzo de 1974) es una política portuguesa que ejerció como Ministra de Sanidad en el gobierno del Primer Ministro António Costa desde el 15 de octubre de 2018 hasta el 2 de abril de 2024. Temido está graduada en derecho y también ha superado un máster en economía sanitaria y gestión por la Universidad de Coímbra, así como un doctorado en salud internacional por la Universidad Nueva de Lisboa. 
Ha ocupado los cargos de subdirectora del Instituto de Higiene y Medicina Tropical de la UNL y presidenta no ejecutiva de la junta del Hospital de la Cruz Roja Portuguesa.
Desde 2016 a 2017, sirvió como presidenta de la mesa de directores de Sistema Central de Administraciones Sanitarias (ACSS).
En las elecciones al Parlamento Europeo de 2024 fue líder del Partido Socialista y ganó las elecciones con el 33,38% de los votos, superando al partido gobernante, el PSD, que obtuvo un 31,11%.